# رونالد دی بوئر
رونالد دی بوئر (هلندی: Ronald de Boer؛ زادهٔ ۱۵ مهٔ ۱۹۷۰) یک بازیکن فوتبال اهل هلند است.
او برادر فرانک دی بوئر است.

## تیم ملی
وی همچنین در تیم ملی فوتبال هلند بازی کرده‌است.